# Miguel Rocha
António Miguel Machado Rocha, meglio noto come Miguel Rocha (20 gennaio 1960), è un ex hockeista su pista e allenatore di hockey su pista portoghese.

## Palmarès

### Giocatore
- Coppa CERS/WSE: 2

Amatori Lodi: 1986-1987
Benfica: 1990-1991